# 伊藤忠オート
伊藤忠オートは1965年頃から1980年代にかけて活動した伊藤忠商事系の輸入車ディーラー。1965年から1983年1月まで日本自動車輸入組合（JAIA）に加盟、米国・英国製クライスラー、米国製ビュイック・シボレー・オールズモビル、イタリア製アルファロメオを輸入販売した。
専売していたアルファロメオの輸入販売で特に知られたが、英国仕様ベースの右ハンドル車を多く輸入し、かつ錆の発生が問題化していた1970年代半ば以降のアルファロメオには伊藤忠系列の日本ジーバートの防錆処理を行ってから販売するなど、独自の見識を持っていた。
前身は「伊藤忠自動車」で、東京赤坂見附駅近く（当時の住所は赤坂田町1-11）に本社ビルを構え、「軽自動車から外車まで」をスローガンに英国ルーツ・グループ各車や国産のスバル（富士重工業）、いすゞ乗用車の販売を手がけていた。1965年以降、輸入車は伊藤忠オート、国産車は伊藤忠自動車という住み分けが行われ、後者は1968年にJAIAを脱退、その後は中央スバル自動車に社名変更して東京都内でのスバルの販売を継続したが、1999年にメーカー直営の東京スバルに統合されることとなった。
直接の関係はないが、伊藤忠商事が、2003年、当時、経営難に陥っていたヤナセに対して、第三者割当増資に応じて以来、約20年ぶりに、輸入車ディーラーの経営に参画した。2015年現在、出資比率は、39.43％となっている。
伊藤忠オートの事業閉鎖に伴い、伊藤忠オートパーツ課の元社員により東京に藤栄オートパーツ 大阪に藤栄商会が設立。
その後のアルファロメオ正規輸入店が二転三転している間にも安定した部品供給がなされていた。
2008年11月に藤栄オートパーツは業務を終了。関東地区では株式会社トーカイが業務を引き継ぐ。